# Prothema exclamationis
Prothema exclamationis är en skalbaggsart som beskrevs av Carlo Pesarini och Andrea Sabbadini 1999. Prothema exclamationis ingår i släktet Prothema och familjen långhorningar. Inga underarter finns listade i Catalogue of Life.